# Maria Malanowicz-Niedzielska
Maria Malanowicz-Niedzielska (ur. 30 listopada 1899 w Wilnie, zm. 8 października 1943 w Warszawie) – polska aktorka teatralna.

## Życiorys

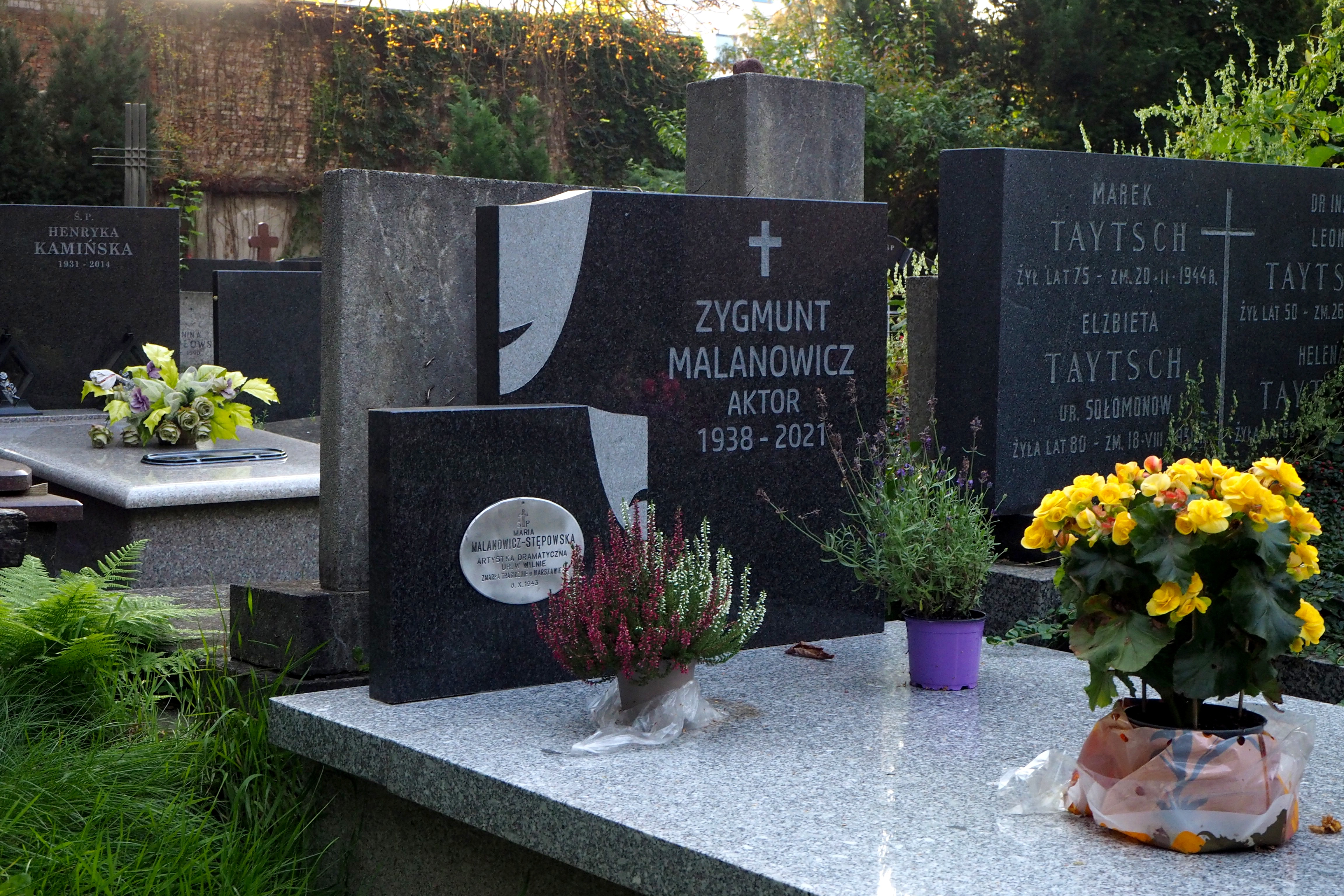
Grób Marii Malanowicz-Niedzielskiej i Zygmunta Malanowicza

Urodziła się w Wilnie jako córka Sabiny (z domu Sawicka) i Józefa Malanowiczów. Miała trzech braci − Aleksandra, Kazimierza i Jana oraz dwie siostry − Zofię i Bronisławę. Ukończyła Miejski Dwuletni Kurs Dramatyczny w Krakowie, zorganizowany 1 października 1919 z inicjatywy wiceprezydenta Karola Rollego, a prowadzony przez dyrektora Teatru Powszechnego Józefa Wiśniowskiego.
Początkowo na scenie używała nazwiska panieńskiego, a potem najczęściej podwójnego Malanowicz-Niedzielska. W 1919 zadebiutowała w Teatrze Komedii Muzycznej „Lutnia” w Wilnie jako Klara w przedstawieniu Elizy Orzeszkowej Pieśń przerwana. Następnie w sezonie 1920/1921 grała w Teatrze im. Słowackiego w Krakowie i „Reduta” Juliusza Osterwy. Występowała w teatrach: Komedia w Warszawie (1922), Miejskim w Toruniu (1922–1924), Miejskim w Bydgoszczy (1928–1929) i Melodram w Warszawie (1931–1932), a także w Łucku i Lwowie oraz gościnnie w innych miastach. Z filmów zachował się jedynie fragment w filmie-składance o Ludwiku Solskim Geniusz sceny (1939).
W 1937 została odznaczona Medalem Niepodległości. Podczas okupacji niemieckiej w czasie II wojny światowej uczestniczyła w konspiracji. Była agentką kontrwywiadu AK i pracowała też jako kelnerka. Zginęła zastrzelona przypadkowo w kawiarni „Za kotarą” w Warszawie podczas akcji AK. Pochowana została na cmentarzu ewangelicko-reformowanym w Warszawie (kwatera 4-6-2).
Jej bratankiem był aktor Zygmunt Malanowicz.